# Unione Sportiva Catanzaro 1987-1988
Questa voce raccoglie le informazioni riguardanti l'Unione Sportiva Catanzaro nelle competizioni ufficiali della stagione 1987-1988.

## Divise e sponsor
Il fornitore di materiale tecnico per la stagione 1987-1988 fu Degi, mentre lo sponsor ufficiale fu Frattini Rubinetterie.
| Casa | Trasferta | Trasferta 2 |

## Rosa
| N. |                   | Ruolo | Calciatore         |
| -- | ----------------- | ----- | ------------------ |
|    | Italia (bandiera) | C     | Gabriele Bongiorni |
|    | Italia (bandiera) | C     | Roberto Borrello   |
|    | Italia (bandiera) | D     | Carlo Caramelli    |
|    | Italia (bandiera) | D     | Armando Cascione   |
|    | Italia (bandiera) | A     | Nicola Chiarella   |
|    | Italia (bandiera) | D     | Luigi Corino       |
|    | Italia (bandiera) | C     | Alfredo Costantino |
|    | Italia (bandiera) | C     | Gianni Cristiani   |
|    | Italia (bandiera) | C     | Agostino Iacobelli |

| N. |                   | Ruolo | Calciatore          |
| -- | ----------------- | ----- | ------------------- |
|    | Italia (bandiera) | D     | Marco Masi          |
|    | Italia (bandiera) | C     | Enrico Nicolini     |
|    | Italia (bandiera) | A     | Massimo Palanca     |
|    | Italia (bandiera) | C     | Maurizio Pellegrino |
|    | Italia (bandiera) | C     | Francesco Rispoli   |
|    | Italia (bandiera) | D     | Marco Rossi         |
|    | Italia (bandiera) | D     | Salvatore Scarfone  |
|    | Italia (bandiera) | A     | Antonio Soda        |
|    | Italia (bandiera) | P     | Massimiliano Marino |
|    | Italia (bandiera) | P     | Giacomo Zunico      |

## Risultati

### Serie B

#### Girone di andata
| 13 settembre 1987 1ª giornata | Catanzaro | 0 – 0 | Brescia |  |

| 20 settembre 1987 2ª giornata | Triestina | 0 – 0 | Catanzaro |  |

| 27 settembre 1987 3ª giornata | Catanzaro | 2 – 0 | Messina |  |

| 4 ottobre 1987 4ª giornata | Genoa | 0 – 0 | Catanzaro |  |

| 11 ottobre 1987 5ª giornata | Catanzaro | 3 – 1 | Parma |  |

| 18 ottobre 1987 6ª giornata | Bari | 1 – 2 | Catanzaro |  |

| 25 ottobre 1987 7ª giornata | Taranto | 0 – 1 | Catanzaro |  |

| 1º novembre 1987 8ª giornata | Catanzaro | 1 – 1 | Sambenedettese |  |

| 8 novembre 1987 9ª giornata | Catanzaro | 2 – 3 | Bologna |  |

| 15 novembre 1987 10ª giornata | Cremonese | 1 – 0 | Catanzaro |  |

| 22 novembre 1987 11ª giornata | Catanzaro | 1 – 0 | Udinese |  |

| 29 novembre 1987 12ª giornata | Padova | 1 – 0 | Catanzaro |  |

| 6 dicembre 1987 13ª giornata | Catanzaro | 1 – 0 | Arezzo |  |

| 13 dicembre 1987 14ª giornata | Lazio | 0 – 0 | Catanzaro |  |

| 20 dicembre 1987 15ª giornata | Catanzaro | 0 – 0 | Barletta |  |

| 3 gennaio 1988 16ª giornata | Modena | 0 – 0 | Catanzaro |  |

| 10 gennaio 1988 17ª giornata | Catanzaro | 0 – 0 | Lecce |  |

| 17 gennaio 1988 18ª giornata | Atalanta | 4 – 0 | Catanzaro |  |

| 24 gennaio 1988 19ª giornata | Catanzaro | 0 – 0 | Piacenza |  |

#### Girone di ritorno
| 7 febbraio 1988 20ª giornata | Brescia | 1 – 1 | Catanzaro |  |

| 14 febbraio 1988 21ª giornata | Catanzaro | 0 – 0 | Triestina |  |

| 21 febbraio 1988 22ª giornata | Messina | 1 – 0 | Catanzaro |  |

| 6 marzo 1988 23ª giornata | Catanzaro | 2 – 0 | Genoa |  |

| 13 marzo 1988 24ª giornata | Parma | 0 – 0 | Catanzaro |  |

| 20 marzo 1988 25ª giornata | Catanzaro | 1 – 1 | Bari |  |

| 27 marzo 1988 26ª giornata | Catanzaro | 2 – 0 | Taranto |  |

| 2 aprile 1988 27ª giornata | Sambenedettese | 1 – 2 | Catanzaro |  |

| 10 aprile 1988 28ª giornata | Bologna | 2 – 2 | Catanzaro |  |

| 17 aprile 1988 29ª giornata | Catanzaro | 0 – 0 | Cremonese |  |

| 24 aprile 1988 30ª giornata | Udinese | 0 – 0 | Catanzaro |  |

| 1º maggio 1988 31ª giornata | Catanzaro | 3 – 0 | Padova |  |

| 8 maggio 1988 32ª giornata | Arezzo | 0 – 0 | Catanzaro |  |

| 15 maggio 1988 33ª giornata | Catanzaro | 1 – 1 | Lazio |  |

| 22 maggio 1988 34ª giornata | Barletta | 1 – 2 | Catanzaro |  |

| 29 maggio 1988 35ª giornata | Catanzaro | 3 – 2 | Modena |  |

| 5 giugno 1988 36ª giornata | Lecce | 2 – 0 | Catanzaro |  |

| 12 giugno 1988 37ª giornata | Catanzaro | 2 – 0 | Atalanta |  |

| 19 giugno 1988 38ª giornata | Piacenza | 0 – 2 | Catanzaro |  |

## Statistiche

### Statistiche di squadra
| Competizione | Punti | In casa | In casa | In casa | In casa | In casa | In casa | In trasferta | In trasferta | In trasferta | In trasferta | In trasferta | In trasferta | Totale | Totale | Totale | Totale | Totale | Totale | DR  |
| Competizione | Punti | G       | V       | N       | P       | Gf      | Gs      | G            | V            | N            | P            | Gf           | Gs           | G      | V      | N      | P      | Gf     | Gs     | DR  |
| ------------ | ----- | ------- | ------- | ------- | ------- | ------- | ------- | ------------ | ------------ | ------------ | ------------ | ------------ | ------------ | ------ | ------ | ------ | ------ | ------ | ------ | --- |
| Serie B      | 46    | 19      | 9       | 9       | 1       | 24      | 9       | 19           | 5            | 9            | 5            | 12           | 15           | 38     | 14     | 18     | 6      | 36     | 24     | +12 |
| Coppa Italia | 4     | 3       | 1       | 1       | 1       | 6       | 2       | 2            | 0            | 0            | 2            | 0            | 4            | 5      | 1      | 1      | 3      | 6      | 6      | 0   |
| Totale       |       | 22      | 10      | 10      | 2       | 30      | 11      | 21           | 5            | 9            | 7            | 12           | 19           | 43     | 15     | 19     | 9      | 42     | 30     | +12 |

### Statistiche dei giocatori
| Giocatore     | Serie B  | Serie B | Serie B     | Serie B    | Coppa Italia | Coppa Italia | Coppa Italia | Coppa Italia | Totale   | Totale | Totale      | Totale     |
| Giocatore     | Presenze | Reti    | Ammonizioni | Espulsioni | Presenze     | Reti         | Ammonizioni  | Espulsioni   | Presenze | Reti   | Ammonizioni | Espulsioni |
| ------------- | -------- | ------- | ----------- | ---------- | ------------ | ------------ | ------------ | ------------ | -------- | ------ | ----------- | ---------- |
| G. Bongiorni  | 37       | 3       | ?           | ?          | ?            | ?            | ?            | ?            | 37+      | 3+     | ?           | ?          |
| R. Borrello   | 33       | 1       | ?           | ?          | ?            | ?            | ?            | ?            | 33+      | 1+     | ?           | ?          |
| C. Caramelli  | 23       | 0       | ?           | ?          | ?            | ?            | ?            | ?            | 23+      | 0+     | ?           | ?          |
| A. Cascione   | 33       | 3       | ?           | ?          | ?            | ?            | ?            | ?            | 33+      | 3+     | ?           | ?          |
| N. Chiarella  | 20       | 3       | ?           | ?          | ?            | ?            | ?            | ?            | 20+      | 3+     | ?           | ?          |
| L. Corino     | 28       | 0       | ?           | ?          | ?            | ?            | ?            | ?            | 28+      | 0+     | ?           | ?          |
| A. Costantino | 33       | 0       | ?           | ?          | ?            | ?            | ?            | ?            | 33+      | 0+     | ?           | ?          |
| G. Cristiani  | 33       | 0       | ?           | ?          | ?            | ?            | ?            | ?            | 33+      | 0+     | ?           | ?          |
| A. Iacobelli  | 32       | 1       | ?           | ?          | ?            | ?            | ?            | ?            | 32+      | 1+     | ?           | ?          |
| M. Masi       | 36       | 1       | ?           | ?          | ?            | ?            | ?            | ?            | 36+      | 1+     | ?           | ?          |
| E. Nicolini   | 30       | 1       | ?           | ?          | ?            | ?            | ?            | ?            | 30+      | 1+     | ?           | ?          |
| M. Palanca    | 35       | 14      | ?           | ?          | ?            | ?            | ?            | ?            | 35+      | 14+    | ?           | ?          |
| M. Pellegrino | 4        | 0       | ?           | ?          | ?            | ?            | ?            | ?            | 4+       | 0+     | ?           | ?          |
| F. Rispoli    | 1        | 0       | ?           | ?          | ?            | ?            | ?            | ?            | 1+       | 0+     | ?           | ?          |
| M. Rossi      | 38       | 3       | ?           | ?          | ?            | ?            | ?            | ?            | 38+      | 3+     | ?           | ?          |
| S. Scarfone   | 10       | 0       | ?           | ?          | ?            | ?            | ?            | ?            | 10+      | 0+     | ?           | ?          |
| A. Soda       | 24       | 7       | ?           | ?          | ?            | ?            | ?            | ?            | 24+      | 7+     | ?           | ?          |
| G. Zunico     | 38       | -24     | ?           | ?          | ?            | ?            | ?            | ?            | 38+      | -24+   | ?           | ?          |